# Image Fulgurator

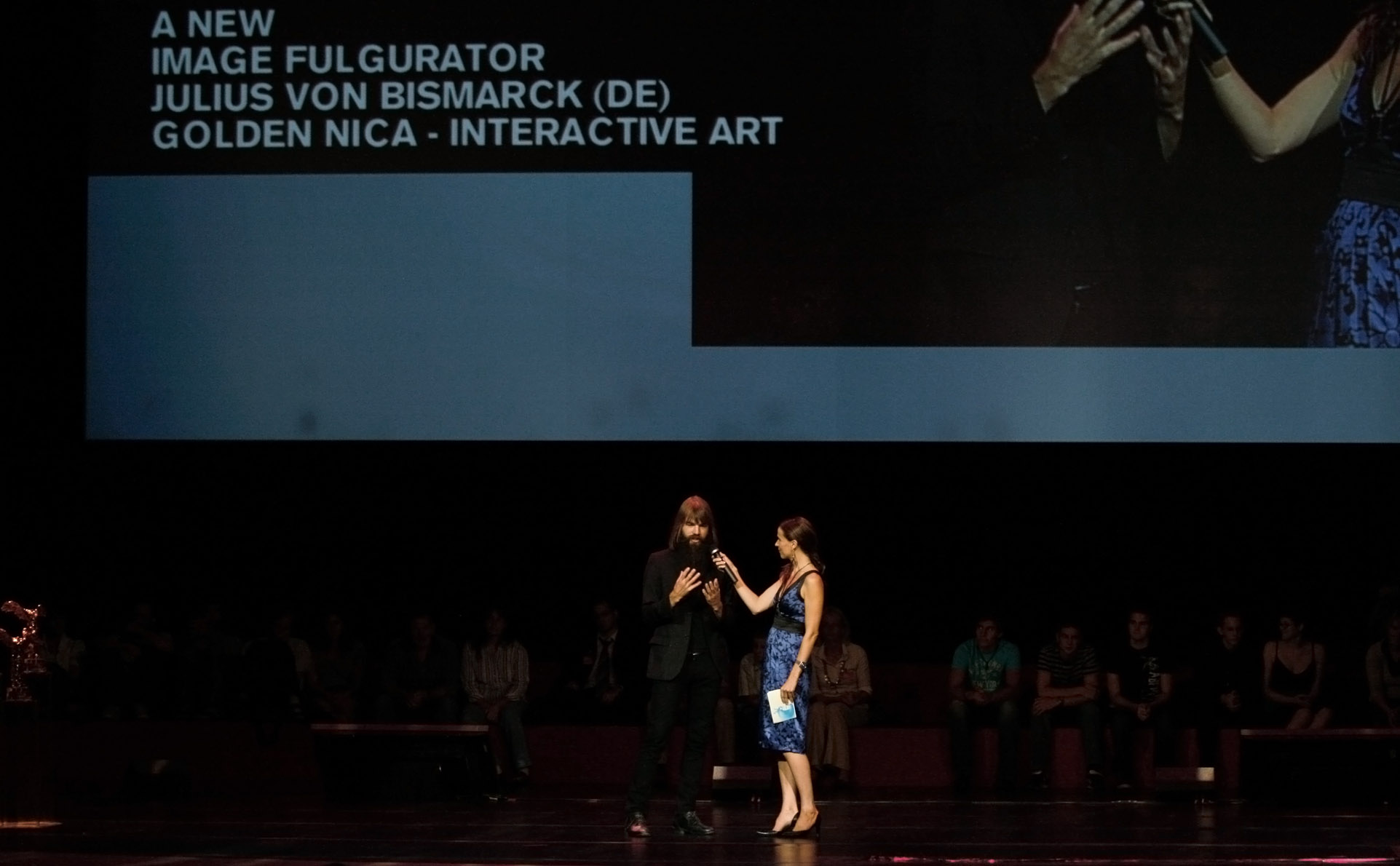
Julius von Bismarck – Prix Ars Electronica 2008

Image Fulgurator (lateinisch so viel wie Blitzwerfer) ist ein Gerät, mit dem eine Projektion (zunächst unbemerkt) auf ein gerade fotografiertes Objekt abgebildet werden kann. Es ist ein nur während der Aufnahme (via Blitzlicht) ganz kurz aktivierter Projektor.
Die Entwicklung wurde 2008 mit dem Prix Ars Electronica ausgezeichnet. Im Februar 2009 trat der Entwickler Julius von Bismarck mit seiner Erfindung im CCCB in Barcelona während des Kunstfestivals The Influencers auf. 2007 wurde ein Patent auf das Gerät erteilt.

## Funktionsweise

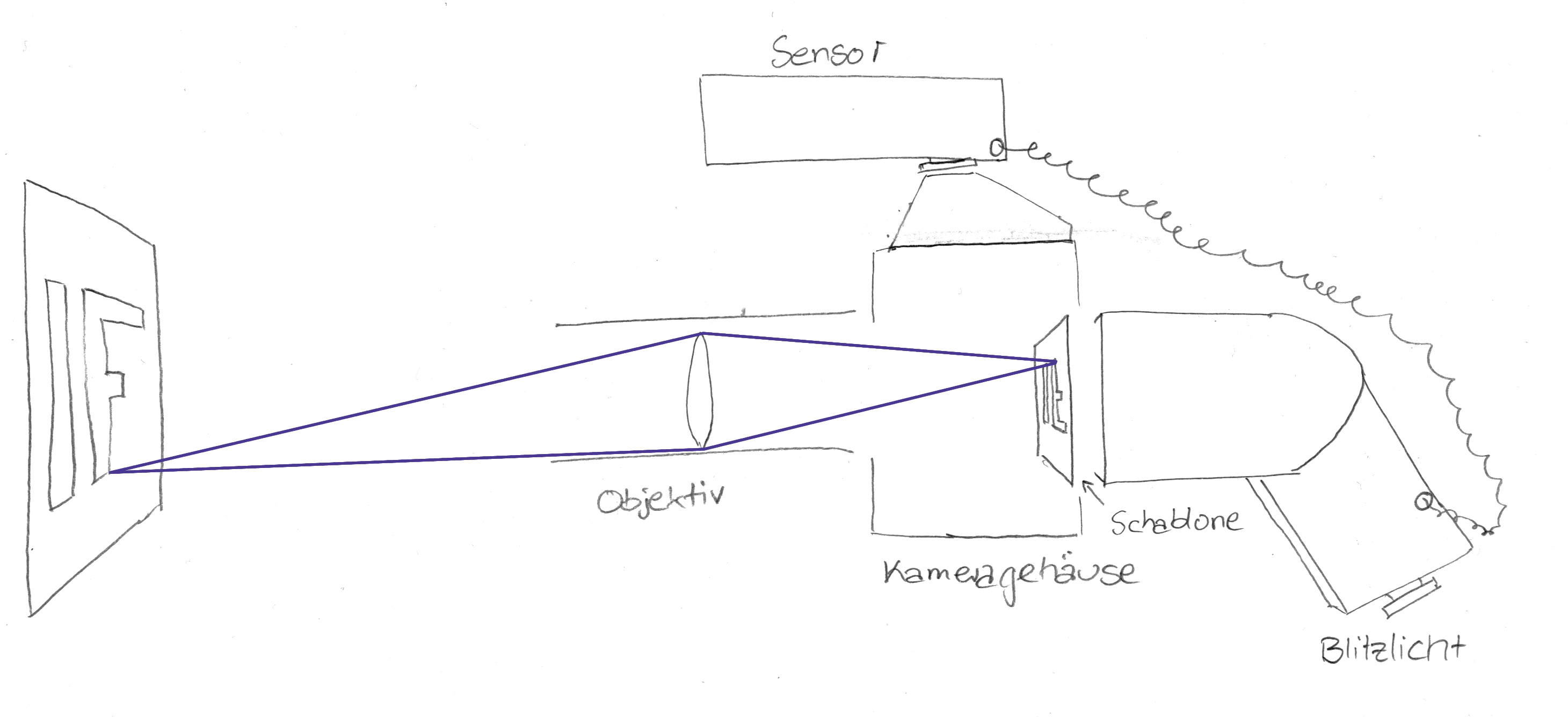
Schematische Darstellung des Image Fulgurators; siehe auch Zeichnung in der Webpräsenz des Entwicklers

Der Image Fulgurator ermöglicht es, Objekte, die mit einer üblichen Kamera und Blitzlicht fotografiert werden, – vom Fotografen zunächst unbemerkt – mit einem beliebigen Motiv zu versehen.
Er besteht aus einem Blitzlicht und einem modifizierten Fotoapparat, dessen Objektiv als Projektionsobjektiv benutzt wird. Das Blitzlicht ist zusammen mit einer das zu projizierende Motiv enthaltenden Schablone, einem Gobo (oder einem entwickelten Diafilm) dort angebracht, wo normalerweise die Filmebene des Fotoapparats liegt.
Das Gerät erkennt mittels eines Sensors die Auslösung des Foto-Blitzlichtes des Fotografen und reagiert darauf mit dem eigenen Blitz (Funktion ähnlich der eines optisch ausgelösten entfesselten Blitzes bzw. Tochterblitzes), der durch die Schablone das darauf befindliche Motiv auf das anvisierte Objekt projiziert. Die Auslösung des Blitzes des Image Fulgurators erfolgt so schnell, dass das projizierte Motiv durch den nur kurz geöffneten Kamera-Verschluss des Fotografen von dessen Kamera mit aufgenommen wird – währenddessen die Augen der Anwesenden allein schon durch den Blitz des Fotografen derart abgelenkt sind, dass vor Ort die Projektion unauffällig bleibt.

## Anwendung in der Praxis
Von seinem Entwickler wird das Gerät (als Apparat zur Manipulation von Fotografien bezeichnet) als Werkzeug in Händen eines Künstlers benutzt.
Während einer Rede des US-Präsidenten Barack Obama projizierte von Bismarck ein Kreuz an das Rednerpult des Präsidenten. Auf Fotografien von Klaus Wowereit ist der Berliner Bürgermeister mit dem Logo des Mobilfunkanbieters O2 an seinem Revers zu sehen. Ebenso ließ der Künstler das Symbol einer weißen Friedenstaube auf dem Bild des ehemaligen chinesischen Diktators Mao Zedong am Tian’anmen-Platz auf den Fotos der ahnungslosen Passanten erscheinen. Während einer Ausstellung bei Madame Tussauds gelang es Bismarck, ein Phallussymbol auf die Fotografien der Besucher zu projizieren.